# کارسدو د بوربا
کارسدو د بوربا (به اسپانیایی: Carcedo de Bureba) یک شهرستان در اسپانیا است.